# 켈리 설리번
켈리 설리번(Kelly Sullivan, 1978년 2월 3일 ~ )은 미국의 배우이다.

## 출연 작품
- 파운드 인 타임 (2012)
- 어 시크릿 프로미스 (2009)